# Nazionale maschile di calcio di Hong Kong
La nazionale di calcio di Hong Kong (in cinese 香港足球代表隊, in pinyin Xiānggǎng Zúqiú Dàibiǎoduì, in inglese Hong Kong national football team) è la rappresentativa calcistica nazionale di Hong Kong ed è posta sotto l'egida della Hong Kong Football Association.
Ha esordito nel 1948, anche se ufficialmente (come membro della FIFA) nel 1954, e ha partecipato a quattro edizioni della Coppa d'Asia, ottenendo il terzo posto nel 1956. Non si è mai qualificata alla fase finale del campionato del mondo.
Gioca di solito le partite casalinghe all'Hong Kong Stadium, ma talvolta gioca anche al Siu Sai Wan Sports Ground di Chai Wan e al Mong Kok Stadium di Mong Kok.
Occupa il 153º posto della classifica mondiale della FIFA.

## Storia

### Origini
La Federazione calcistica di Hong Kong si affiliò alla FIFA nel 1954, ma già nel 1937 la rappresentativa di Hong Kong disputò il torneo interporto Hong Kong-Macao, una delle più antiche competizioni calcistiche giocate nel paese. In precedenza si erano svolti altri tornei interporto, tra cui quello Shangai-Hong Kong, risalente al 1908. La rappresentativa era composta all'epoca da cittadini di Hong Kong di etnia cinese ed espatriati occidentali, come nelle edizioni del 1935 e del 1937 del torneo interporto Shangai-Hong Kong. Un altro torneo interporto si disputava tra le rappresentative di Hong Kong e Saigon. Macao, Shanghai e Saigon non erano membri della FIFA né nazioni sovrane; Hong Kong e Macao si unirono alla FIFA rispettivamente nel 1954 e nel 1978. Tra i calciatori della Cina che parteciparono alle Olimpiadi del 1936 e del 1948 figuravano anche calciatori di Hong Kong, tra cui Lee Wai Tong.
Dopo la seconda guerra mondiale alcuni giocatori nati e cresciuti a Shangai come Chang King Hai e Hsu King Shing iniziarono a rappresentare Hong Kong. Nel 1949 Hong Kong tornò a disputare una partita, affrontando la Corea del Sud, e nel 1953 ottenne la prima vittoria, battendo per 4-0 proprio la Corea del Sud.

### Dall'ingresso nella FIFA
Nel 1954 la federcalcio di Hong Kong si affiliò alla FIFA e la rispettiva nazionale iniziò a disputare incontri ufficiali. Nel 1957 Hong Kong partecipò al Torneo Merdeka con una compagine variegata, che comprendeva anche calciatori della nazionale di Taipei Cinese.
Hong Kong si qualificò a tre delle prime quattro edizioni della Coppa d'Asia, arrivando terzo all'edizione 1956. All'epoca i calciatori originari di Hong Kong giocavano con la nazionale di Taipei Cinese, che si classificò terza alla Coppa d'Asia 1960, mentre nella nazionale di Hong Kong giocavano i calciatori più giovani.
Durante le qualificazioni al campionato del mondo 1986, il 19 maggio 1985, Hong Kong colse a Pechino una storica vittoria contro la Cina nell'ultima partita del primo turno delle eliminatorie AFC del mondiale messicano. Per superare il turno la squadra avrebbe dovuto vincere, mentre alla Cina sarebbe bastato un pareggio. Allenata da Kwok Ka Ming (郭家明), la nazionale ospite riuscì nell'impresa di vincere per 2-1 grazie ai gol di Cheung Chi Tak (張志德) e Ku Kam Fai (顧錦輝) e a qualificarsi al turno successivo, dove fu eliminato dal Giappone.
Durante le qualificazioni al campionato del mondo 1998 la nazionale fu colpita dallo scandalo di partite truccate, che vide coinvolti i calciatori Sing Tao e il 26enne Chan Tsz-Kong, dichiarato colpevole e incarcerato per un anno per aver indotto i compagni di squadra a perdere la partita giocata a Bangkok contro la Thailandia nel marzo 1998, terminata 2-0 per i padroni di casa. Tra gli altri calciatori coinvolti vi erano Kevin Lok Kar-Win, i difensori Chan Chi-Keung e Lau Chi Yuen e l'attaccante Wai Kwan-Lung.
Il 9 febbraio 2005, per celebrare il novantesimo anniversario della Hong Kong Football Association e della Confederação Brasileira de Futebol, Hong Kong ospitò il Brasile per un'amichevole perdendo per 1-7; Lee Sze Ming (李思明) segnò l'unico gol di Hong Kong.
Nel dicembre 2009 la nazionale di Hong Kong sconfisse il Giappone ai Giochi dell'Asia orientale ottenendo la medaglia d'oro. Il risultato suscitò grande entusiasmo nel paese e fu alimentato dalle successive vittorie della Coppa Long Teng, vinta da Hong Kong nel 2010 e nel 2011.
Nelle qualificazioni al campionato del mondo 2018 Hong Kong fu sorteggiato nel girone con la Cina e le partite casalinghe registrarono il tutto esaurito. La squadra ottenne quattro vittorie contro Bhutan e Bhutan, pareggiò senza reti per due volte contro i cinesi e perse le due sfide contro il Qatar.
Affidata alla guida del commissario tecnico britannico Gary White, la nazionale di Hong Kong si qualificò alla Coppa dell'Asia orientale 2019, ma già nell'aprile 2019 White lasciò il posto al finlandese Mixu Paatelainen, il cui contratto non fu rinnovato a causa dei cattivi risultati. Il posto del finlandese fu preso dal norvegese Jorn Andersen, che qualificò la squadra alla Coppa d'Asia 2023, dopo cinquantacinque anni di assenza della nazionale dalla fase finale del torneo; i risultati furono però deludenti, perché l'Hong Kong terminò ultimo in un girone contro Emirati Arabi Uniti, Iran e Palestina, segnando un solo gol contro gli emiratini.

## Risultati

### Mondiali
- 1930 a 1970 - Non partecipante
- 1974 a 2026 - Non qualificata

### Coppa d'Asia
- 1956 - Terzo posto
- 1960 - Non qualificata
- 1964 - Quarto posto
- 1968 - Quinto posto
- Dal 1972 al 2019 - Non qualificata
- 2023 - Primo turno

### Coppa dell'Asia orientale
- 2003 - Quarto posto
- 2005 - Non qualificata
- 2008 - Non qualificata
- 2010 - Quarto posto
- 2013 - Non qualificata
- 2015 - Non qualificata
- 2017 - Non qualificata
- 2019 - Quarto posto
- 2022 - Quarto posto

## Tutte le rose

### Coppa d'Asia
Coppa d'Asia 20231 Y.H. Fai, 2 S. Tse, 3 Gerbig, 4 Nuñez, 5 Hélio, 6 W.C. Ming, 7 L.T. Chun, 8 T.C.Lok, 9 Orr, 10 W. Wai, 11 Everton, 12 L.H. Ting, 13 L.N. Hoi, 14 P.P. Hin, 15 C.H. Yin, 16 C.S. Kwan, 17 S. Chan, 18 N.W. Him, 19 T.K. Wing, 20 Udebuluzor, 21 Y.T. Nam, 22 Y.J. Yin, 23 S.M. Him, 24 J. Yingzhi, 25 Pereira, 26 Juninho, CT: Andersen

## Rosa attuale
Presenze, reti e numerazione aggiornate al 15 giugno 2021.
Lista dei convocati per la Coppa d'Asia 2023.
| N. | Pos. | Giocatore          | Data nascita (età)          | Pres. | Reti | Squadra                |
| -- | ---- | ------------------ | --------------------------- | ----- | ---- | ---------------------- |
| 1  | P    | Yapp Hung Fai      | 21 marzo 1990 (33 anni)     | 88    | -118 | Eastern                |
| 2  | D    | Sean Tse           | 3 maggio 1992 (31 anni)     | 8     | 0    | Radcliffe FC           |
| 3  | D    | Oliver Gerbig      | 12 dicembre 1998 (25 anni)  | 1     | 0    | Henan                  |
| 4  | D    | Vas Nuñez          | 22 novembre 1995 (28 anni)  | 8     | 0    | Guangxi Pingguo Haliao |
| 5  | D    | Hélio              | 31 gennaio 1986 (37 anni)   | 33    | 1    | Kitchee                |
| 6  | C    | Wu Chun Ming       | 21 novembre 1997 (26 anni)  | 15    | 0    | Lee Man                |
| 7  | D    | Law Tsz Chun       | 2 marzo 1997 (26 anni)      | 24    | 1    | Kitchee                |
| 8  | C    | Tan Chun Lok       | 15 gennaio 1996 (27 anni)   | 40    | 3    | Kitchee                |
| 9  | A    | Matt Orr           | 1º gennaio 1997 (27 anni)   | 17    | 3    | Shenzhen Xin Pengcheng |
| 10 | C    | Wong Wai           | 17 settembre 1992 (31 anni) | 42    | 4    | Lee Man                |
| 11 | A    | Everton Camargo    | 25 maggio 2001 (22 anni)    | 4     | 4    | Lee Man                |
| 12 | C    | Lam Hin Ting       | 9 dicembre 1999 (24 anni)   | 1     | 0    | Southern District      |
| 13 | D    | Li Ngai Hoi        | 15 ottobre 1994 (29 anni)   | 7     | 0    | H.K. Rangers           |
| 14 | A    | Poon Pui Hin       | 3 ottobre 2000 (23 anni)    | 6     | 2    | Kitchee                |
| 15 | C    | Chang Hei Yin      | 6 aprile 2000 (23 anni)     | 3     | 0    | Lee Man                |
| 16 | C    | Chan Siu Kwan      | 1º agosto 1992 (31 anni)    | 16    | 3    | Tai Po                 |
| 17 | D    | Chan Shinichi      | 5 settembre 2002 (21 anni)  | 9     | 1    | Kitchee                |
| 18 | P    | Ng Wai Him         | 30 giugno 2002 (21 anni)    | 0     | 0    | Southern District      |
| 19 | P    | Tse Ka Wing        | 4 settembre 1999 (24 anni)  | 4     | -7   | Tai Po                 |
| 20 | A    | Michael Udebuluzor | 1º aprile 2004 (19 anni)    | 5     | 2    | Ingolstadt 04          |
| 21 | D    | Yue Tze Nam        | 12 maggio 1998 (25 anni)    | 15    | 0    | Meizhou Kejia          |
| 22 | C    | Yu Joy Yin         | 8 ottobre 2001 (22 anni)    | 2     | 0    | Eastern                |
| 23 | D    | Sun Ming Him       | 19 giugno 2000 (23 anni)    | 22    | 2    | Eastern                |
| 24 | C    | Ju Yingzhi         | 24 luglio 1987 (36 anni)    | 44    | 3    | Southern District      |
| 25 | A    | Stefan Pereira     | 16 aprile 1988 (35 anni)    | 0     | 0    | Southern District      |
| 26 | A    | Juninho            | 11 dicembre 1990 (33 anni)  | 0     | 0    | Kitchee                |